# Travnik (Loški Potok, Slovenija)
Travnik je naselje u slovenskoj Općini Loškom Potoku. Travnik se nalazi u pokrajini Dolenjskoj i statističkoj regiji Donjoposavskoj regiji. 

## Stanovništvo
Prema popisu stanovništva iz 2002. godine naselje je imalo 312 stanovnika.